# ماكسويل (لاعب كرة قدم)
ماكسويل ستشيرر كابلينو أندرادي (بالبرتغالية: Maxwell‏) المعروف بماكسويل، من مواليد 27 أغسطس 1981 في ايتابيميريم دي كاتشويرو في البرازيل، لاعب كرة قدم برازيلي وكان يلعب في نادي إنتر ميلان.
و نادي برشلونة ونادي باريس سان جرمان.
بدأ مسيرته الاحترافية مع نادي أياكس أمستردام في عام 2001، وفي يناير 2006 انتقل إلى نادي إنتر ميلان الإيطالي، ولكن كانت قوانين الدوري الإيطالي لا تسمح بمشاركته مع الفريق، لأنه غير أوروبي، فتقرر إعارته إلى نادي إيمبولي حتى يوليو 2006، وعاد بعدها إلى نادي إنتر ميلان، ولعب مع انتر ميلان حتى عام 2009 وتالق بشكل كبير مساهما في تحقيق انتر ميلان للسكوديتو للمرة الرابعة على التوالي مما لفت أنظار اندية أوروبية كبيرة إلى أن نجح برشلونة بالتعاقد معه في صيف 2009 مقابل 4 ملايين يورو وفي صيف 2012 انتقل إلى نادي باريس سان جرمان، ويلعب ماكسوييل في مركز ظهير ايسر. ويذكر أن ماكسويل هو أكثر مدافع متوج بالالقاب مع الأندية الأوروبية اللتي لعب لها وهي خمس وثلاثين بطولة موزعة كالآتي : 6 بطولات مع اياكس، 5 بطولات مع انتر ميلان، 10 بطولات مع برشلونة، 14 بطولة مع باريس سان جيرمان.
أعلن اعتزاله كرة القدم نهائيا مع نهاية موسم 2017/2016.

## روابط خارجية
- ماكسويل أندرادي على موقع الاتحاد الدولي (مؤرشف)  (الإنجليزية)
- ماكسويل أندرادي على موقع الاتحاد الأوربي (الإنجليزية)
- ماكسويل أندرادي على موقع إي إس بي إن إف سي (الإنجليزية)
- ماكسويل أندرادي على موقع قاعدة بيانات كرة القدم.إي يو (الإنجليزية)
- ماكسويل أندرادي على موقع ليكيب (الفرنسية)
- ماكسويل أندرادي على موقع ناشيونال فوتبول تيمز (الإنجليزية)
- ماكسويل أندرادي على موقع Soccerbase.com (لاعب) (الإنجليزية)
- ماكسويل أندرادي على موقع Soccerway.com (الإنجليزية)
- ماكسويل أندرادي على موقع عالم كرة القدم.نت (الإنجليزية)
- ماكسويل أندرادي على موقع كووورة